# Діяння королів Англії
«Діяння королів Англії» (лат. Gesta Regum Anglorum), спочатку носила назву «Звитяги королів Англії» («De Gestis Regum Anglorum»). Англізована як «Хроніки» (The Chronicles) або «Історія Королів Англії» (The History of the Kings of England) — це історія ранніх королів Англії, що була створена на початку XII століття Вільямом Мальмесберійським. Вона є спорідненою роботою до його «Діяннь Понтифіків Англії» («Gesta Pontificum Anglorum»). «Діяння королів» було продовжено твором «Нова історія», що продовжив хроніку ще на кілька років. Частини праці, що стосуються Першого хрестового походу, були засновані на «Діяннях франкських паломників», хроніці авторства Фульхерія Шартрського.

## Видання
- Sharpe, John, ред. (1815), The History of the Kings of England and the Modern History of William of Malmesbury, London: W. Bulmer & Co. for Longman, Hurst, Rees, Orme, & Brown, архів оригіналу за 12 червня 2021, процитовано 12 червня 2021.
- Hardy, Thomas Duffus; Migne, Jacques-Paul, ред. (1855), Willelmi Malmesburiensis Monachi Gesta Regum Anglorum atque Historia Novella, Saeculum XII: Willelmi Malmesburiensis Monachi Opera Omnia, Patrologiae Cursus Completus, Series Latina, Vol. 179, т. Vol. I, Paris: Paul Dupont for Garnier Bros. {{citation}}: |volume= має зайвий текст (довідка). (in Latin)
- Giles, J.A., ред. (1847), William of Malmesbury's Chronicle of the Kings of England: From the Earliest Period to the Reign of King Stephen, with Notes and Illustrations, London: Henry G. Bohn.
- Mynors, R.A.B.; Thomson, R.M.; Winterbottom, Michael; Greenway, D.E., ред. (1998), Gesta Regum Anglorum, Oxford Medieval Texts, т. Vol. I, Oxford: Clarendon Press {{citation}}: |volume= має зайвий текст (довідка). (in Latin) & (in English)
- Thomson, R.M.; Winterbottom, Michael; Greenway, D.E.; Harvey, B.F., ред. (1999), Gesta Regum Anglorum, Oxford Medieval Texts, т. Vol. II: General Introduction & Commentary, Oxford: Clarendon Press {{citation}}: |volume= має зайвий текст (довідка). (in Latin) & (in English)